# 지학순
지학순(池學淳, 1921년 9월 9일 ~ 1993년 3월 12일)은 대한민국의 로마 가톨릭교회 주교이며 세례명은 다니엘이다.

## 생애
1921년 평안남도 중화군 중화면 청학리(현 황해북도 중화군 중화읍)에서 태어나 1934년 1월 25일에 중화천주교회에서 메리놀선교회 소속 요셉 클먼 신부로부터 영세를 받고, 소신학교(신학 고등학교)인 서울 동성고등학교를 다녔다. 1948년 3월 함경남도 덕원에 있는 덕원신학교를 다니다가, 1950년 1월 17일 남북 분단 이후 공산 정권하의 북한에서 박해를 피해 친구인 윤공희와 함께 월남하여 서울 성신대학(지금의 가톨릭대학교 신학대학)에 편입했다. 남한으로 탈출하던 중 체포되어 황해도 해주 감옥에 수감되었으며, 가족들은 그대로 북한에 남아 있었다.

## 성직자 생활
한국 전쟁 동안에는 군인으로 동족 상잔을 겪은 뒤, 1952년 2월 제대하면서 가톨릭 신학대학에 복학했다. 아직 전쟁이 끝나지 않은 1952년 12월 15일 피난지인 부산 대청동 성당에서 서울교구 노기남 주교로부터 사제서품을 받았다. 거제포로수용소 종군신부, 부산, 청주 등에서 본당 신부로 있다가 로마 우르바노 신학교에 유학하여 교회법 박사 학위를 받았다. 제 2 차 바티칸 공의회가 끝나던 1965년 원주교구가 춘천교구로부터 분리되어 창설되면서 주교 서품을 받고 천주교 원주교구의 초대 교구장으로 임명되었다.
1968년에는 원주 지역사회 문화활동의 전당인 가톨릭센터를 세우는 등 천주교회 주교로 봉직하는 동안 민주화 운동에 앞장서, 1970년 원주문화방송을 설립하는 데에 40% 지분을 갖고 참여하여 방송을 통한 복음 전파와 지역사회 언론 발전에 기여하고자 노력하고, 김지하 등 의식있는 청년들을 지원하였다. 그러나 원주 문화방송을 둘러싼 부정에 분개하여 1971년 10월 원주시 원동 주교좌 성당에서 사회정의 구현과 부정부패 규탄대회를 3일에 걸쳐 교구내 사제, 수도자, 평신도와 함께 열게된다. 이것은 한국 천주교회가 처음으로 주교의 지도아래 공개적, 대중적으로 사회악과 부정부패에 저항하고 나선 큰 사건이다.
이제 시야를 인권문제로 돌리게 된 그는 1972년 9월 국제사면위원회 한국위원회 이사장으로 추대되었고 10월에는 가톨릭 노동청년회, 가톨릭 평신도 도지사직 전국협의회, 가톨릭 정의평회위원회, 가톨릭 여성연합회 총재주교를 맡아 교회 안팎에서 힘없고 억눌린자의 인권옹호에 나섰다.
그는 박정희의 유신정권을 계속 비판하던 중 1974년 7월 6일 해외여행에서 돌아오다가 김포공항에서 중앙정보부에 체포되었다. 이에 한국 천주교 주교회의는 7월 10일 ‘정의의 실천은 주교들의 의무’라는 성명을 내어 지지했다. 다음날 석방되어 수녀원에 연금되었으나 7월 23일 ‘유신헌법은 무효’라는 양심선언을 내외신 기자 앞에서 발표하고 다시 체포되었다. 1974년 8월 9일 징역 15년을 선고 받았으나, 주교의 체포와 투옥은 한국 천주교가 집단적으로 정의구현에 나서게 하는 계기가 되었다.
1974년 10월 이른바 '민청학련 사건'에 연루되어 옥고를 치렀는데, 이를 계기로 천주교 정의구현 전국사제단이 출범하였다. 226일 동안 옥고를 치르고 1975년 2월 18일 석방된 후에도 한국 민주화의 지주로서 많은 이들에게 영향을 끼쳤다. 석방 후에도 에큐메니컬 운동 단체인 ‘한국교회 사회 선교협의회’ 회장으로 활동하는 등 인권옹호에 적극 나섰다.
1985년 남북한 정부의 합의에 따른 남북 이산가족 상봉 때 조선민주주의인민공화국을 방문하여 35년 만에 누이동생 지용화를 만났으며, 분단 40년 만에 조선민주주의인민공화국에서 한국인 천주교 신부로서는 처음으로 미사를 드렸다. 1988년에는 원주 가톨릭 사회복지회를 설립했고, 1991년에는 남북한 장애인 걷기 운동 본부장을 맡는 등 사회복지에도 적극적이였다.
1993년 3월 12일 지병인 당뇨병이 악화되는 바람에 선종하였으며, 유해는 제천 배론성지 성직자 묘역에 안장되었다.
선종 후 그의 뜻을 따르는 사람들이 사단법인 지학순정의평화기금을 설립하고 지학순정의평화상을 제정하였다. 4주기 추모미사와 함께 제1회 정의평화상이 민주노동조합총연맹에 주어졌다.

## 저서
- 지학순 (1976). 《내가겪은공산주의》. 가톨릭출판사. (경향잡지, 제62권 제1호 1970. 1월호∼제64권 제3호 1972년 3월호 연재)[쪽 번호 필요]
- 지학순 (1984). 《교황요한바오로2세왜왔읍니까?》. 뿌리깊은나무.[쪽 번호 필요]
- 지학순 (1984). 《정의가강물처럼》. 형성사.[쪽 번호 필요]
- 지학순; 한경직 (1992). 《나 의 인생 길 의 아름다운 명상》. 반석 문화사. [쪽 번호 필요]

## 같이 보기
- 천주교정의구현전국사제단
- 한국천주교주교회의 정의평화위원회